# Biskupi śląsko-łódzcy
Biskupi śląsko-łódzcy – tytuł przysługujący ordynariuszom diecezji śląsko-łódzkiej Kościoła Starokatolickiego Mariawitów. 
Lista biskupów:
- Leon Maria Andrzej Gołębiowski w latach 1910–1933
- Janusz Maria Szymon Bucholc w latach 1933–1955
- Stanisław Maria Andrzej Jałosiński w latach 1955–1983
- Zdzisław Maria Włodzimierz Jaworski w latach 1983–1997
- Michał Maria Ludwik Jabłoński w latach 1997–2007
- Zdzisław Maria Włodzimierz Jaworski w latach 2007–2024
- Michał Maria Ludwik Jabłoński od 2024–nadal